# ولیکی کیرنیک
ولیکی کیرنیک (به لاتین: Veliki Cirnik) یک زیستگاه انسانی در اسلوونی است که در Lower Styria واقع شده‌است.

## خصوصیات
ولیکی کیرنیک ۲٫۳ کیلومترمربع مساحت و ۷۷ نفر جمعیت دارد و ۳۹۹ متر بالاتر از سطح دریا واقع شده‌است.